# Vilém Stloukal
Vilém Stloukal (? Brno – květen 1943 Brno) byl český fotbalista, útočník. Zemřel v květnu 1943 po těžké chorobě. Ligu hráli i jeho bratr Jan Stloukal starší a synovci Jan Stloukal a Miloš Stloukal.

## Fotbalová kariéra
V československé lize hrál za SK Židenice. V nejvyšší soutěži nastoupil v 19 utkáních a dal 9 gólů. Byl odchovancem Moravské Slavie Brno, později hrál v SK Žabovřesky.

## Ligová bilance
| Ročník               | Zápasy | Góly | Klub                    |
| -------------------- | ------ | ---- | ----------------------- |
| Státní liga 1935/36  | 0      | 0    | SK Moravská Slavia Brno |
| Státní liga 1936/37  | 7      | 2    | SK Židenice             |
| Státní liga 1937/38  | 4      | 3    | SK Židenice             |
| Státní liga 1938/39  | 4      | 3    | SK Židenice             |
| Národní liga 1939/40 | 4      | 1    | SK Židenice             |
| CELKEM 1. liga       | 19     | 9    |                         |